# Fallenia semenovi
Fallenia semenovi är en tvåvingeart som beskrevs av Paramonov 1924. Fallenia semenovi ingår i släktet Fallenia och familjen Nemestrinidae.
Artens utbredningsområde är Iran. Inga underarter finns listade i Catalogue of Life.